# 皮质
皮质（英語：cortex）又称皮層、皮質層，指的是一个动物或植物器官表面或近表面的结构层。例如：
- 大脑皮质，又称大脑皮层，大脑的一个解剖结构，即覆盖大脑半球表面的灰质
  - 視覺皮質
  - 運動皮質
  - 前額叶皮質
- 皮質層 (頭髮)
- 腎上腺皮質，腎上腺周围的部分
- 骨骼皮質，即“皮质骨”，又称密质骨，骨外层硬质的部分；与内部海绵状的鬆质骨相对应
- 細胞皮質，細胞內微絲集中的細胞質區域
- 肾皮质，肾的外层部分
- 皮層 (植物)，表皮與維管束之間的薄壁組織
- 皮部，苔藓植物茎枝表皮与髓部间的组织
- 芽孢皮质，芽孢结构的第四层，位于芽孢外膜与芽孢内膜之间的致密层
- 地衣皮层，地衣原植体的结构层